# أودري بارا
أودري بارا (بالفرنسية: Audrey Parra)‏ هي لاعبة اتحاد الرغبي فرنسية، ولدت في 16 نوفمبر 1987.